# 埃爾多拉多鎮區 (北卡羅萊納州蒙哥馬利縣)
埃爾多拉多鎮區（英語：Eldorado Township）是位於美國北卡羅萊納州蒙哥馬利縣的一個鎮區。

## 地方資料
埃爾多拉多鎮區的面積為111.11平方千米，皆為陸地。根據2020年美國人口普查的數據，當地共有人口1789人，而人口密度為每平方千米16.1人。